# Diócesis de Guarenas
La diócesis de Guarenas (en latín: Dioecesis Guarenensis) es una circunscripción eclesiástica de la Iglesia católica en Venezuela. Se trata de una diócesis latina, sufragánea de la arquidiócesis de Caracas. Desde el 11 de diciembre de 2020 su obispo es Tulio Luis Ramírez Padilla.

## Territorio y organización
La diócesis tiene 5186 km² y extiende su jurisdicción sobre los fieles católicos de rito latino residentes en 8 municipios del estado Miranda: Plaza, Zamora, Acevedo, Brión, Buroz, Andrés Bello, Páez y Pedro Gual.
La sede de la diócesis se encuentra en la ciudad de Guarenas, en donde se halla la Catedral de Nuestra Señora de Copacabana.
En 2021 en la diócesis existían 24 parroquias. 

## Historia
La diócesis fue erigida el 30 de noviembre de 1996 mediante la bula Maiori Christifidelium del papa Juan Pablo II, obteniendo el territorio de la diócesis de Los Teques.

## Estadísticas
Según el Anuario Pontificio 2022 la diócesis tenía a fines de 2021 un total de 666 900 fieles bautizados.
| Año                                                                             | Población            | Población | Población      | Sacerdotes | Sacerdotes    | Sacerdotes    | Bautizados por sacerdote | Diáconos permanentes | Religiosos | Religiosos | Parroquias |
| Año                                                                             | Bautizados católicos | Total     | % de católicos | Total      | Clero secular | Clero regular | Bautizados por sacerdote | Diáconos permanentes | Varones    | Mujeres    | Parroquias |
| ------------------------------------------------------------------------------- | -------------------- | --------- | -------------- | ---------- | ------------- | ------------- | ------------------------ | -------------------- | ---------- | ---------- | ---------- |
| 1999                                                                            | 504 000              | 533 000   | 94.6           | 33         | 18            | 15            | 15 272                   | 3                    | 19         | 40         | 24         |
| 2000                                                                            | 521 000              | 550 895   | 94.6           | 27         | 12            | 15            | 19 296                   | 3                    | 17         | 39         | 24         |
| 2001                                                                            | 526 000              | 557 426   | 94.4           | 30         | 15            | 15            | 17 533                   | 3                    | 15         | 40         | 24         |
| 2002                                                                            | 520 000              | 550 895   | 94.4           | 33         | 16            | 17            | 15 757                   | 3                    | 17         | 53         | 24         |
| 2003                                                                            | 523 857              | 550 895   | 95.1           | 30         | 16            | 14            | 17 461                   | 3                    | 14         | 55         | 24         |
| 2004                                                                            | 523 857              | 550 895   | 95.1           | 29         | 16            | 13            | 18 064                   | 3                    | 13         | 55         | 24         |
| 2006                                                                            | 539 000              | 567 000   | 95.1           | 32         | 19            | 13            | 16 843                   | 4                    | 13         | 50         | 24         |
| 2013                                                                            | 602 000              | 633 000   | 95.1           | 46         | 29            | 17            | 13 086                   | 6                    | 17         | 25         | 24         |
| 2016                                                                            | 627 000              | 660 000   | 95.0           | 33         | 24            | 9             | 19 000                   | 7                    | 9          | 25         | 24         |
| 2019                                                                            | 651 000              | 685 400   | 95.0           | 31         | 21            | 10            | 21 000                   | 12                   | 10         |            | 26         |
| 2021                                                                            | 666 900              | 702 530   | 94.9           | 30         | 21            | 9             | 22 230                   | 14                   | 9          | 11         | 24         |
| Fuente: Catholic-Hierarchy, que a su vez toma los datos del Anuario Pontificio. |                      |           |                |            |               |               |                          |                      |            |            |            |

## Episcopologio

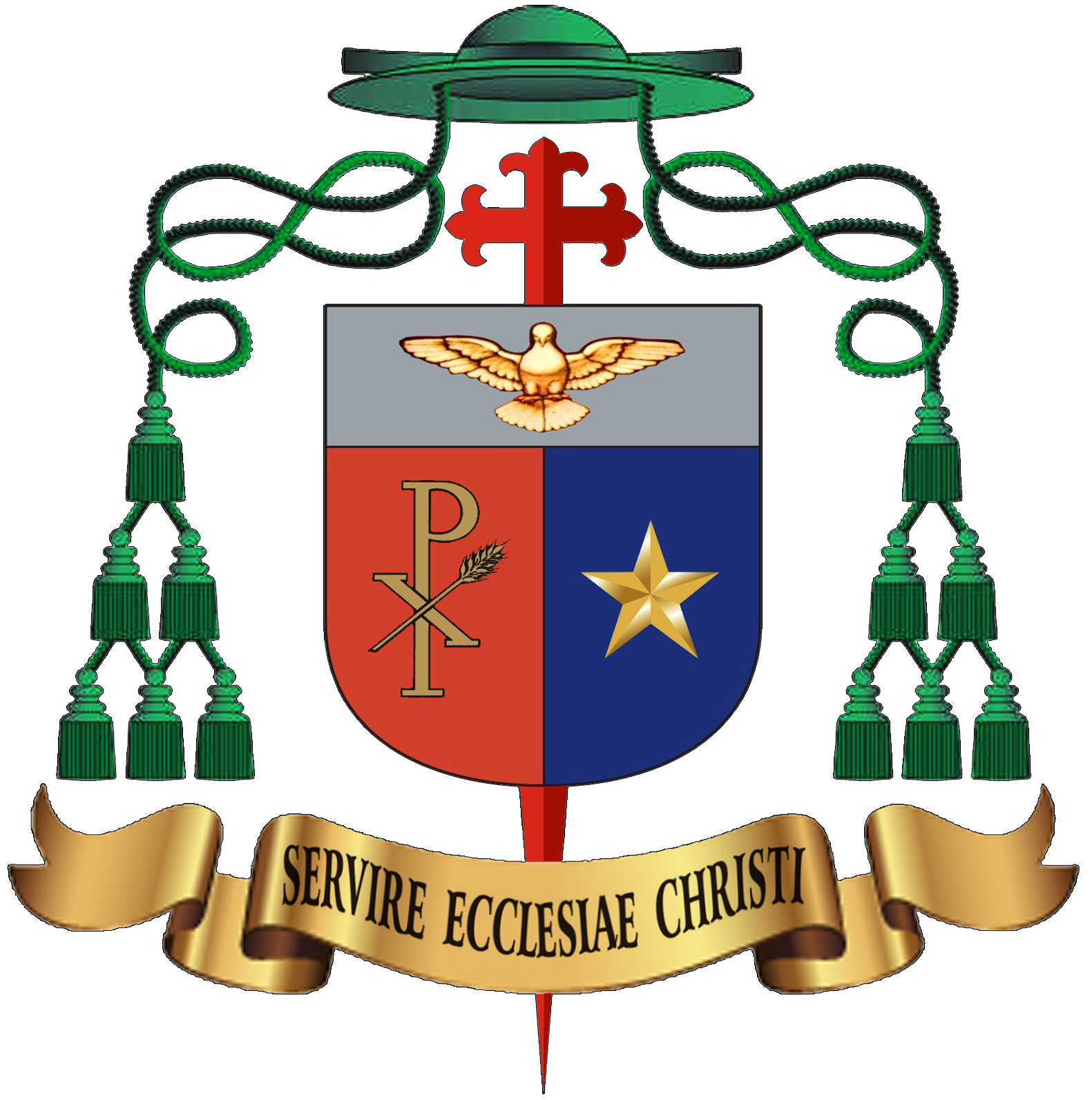
Escudo episcopal de Tulio Ramírez

- Gustavo García Naranjo (30 de noviembre de 1996-11 de diciembre de 2020 retirado)
- Tulio Luis Ramírez Padilla, desde el 11 de diciembre de 2020